# Diabelska przepaść
Diabelska przepaść (cz. Ďáblova past) – czechosłowacki dramat historyczny z 1962 roku w reżyserii Františka Vláčila. Scenariusz powstał na podstawie powieści Mlýn na ponorné řece Alfreda Technika.
Film uznawany jest za pierwszą część nieformalnej trylogii historycznych fresków Vláčila. Kolejne dwie części składowe tryptyku to: Małgorzata, córka Łazarza (1967) i Dolina pszczół (1968).

## Zarys fabuły
Akcja filmu rozgrywa się w XVII-wiecznych Czechach. Dziedzic pewnej wsi rozmawia z biskupem, kiedy do pomieszczenia, w którym przebywają, przychodzi młynarz. Jest to człowiek światły i racjonalnie myślący, a przez to uważany zarówno przez mieszkańców wsi, jak i władze, za konszachtującego z diabłem. Młynarz jako jedyny we wsi ma dostęp do wody, co w czasie trwającej wówczas suszy budzi podejrzenia o możliwość zawarcia paktu z szatanem. Biskup wysyła więc do wsi księdza, który ma zbadać sprawę. Ów duchowny (prawdopodobnie związany z inkwizycją) jest święcie przekonany, że młynarz mógł zaprzedać duszę diabłu. Ma miejsce między nimi konflikt, który kończy się być może (nie jest to powiedziane wprost) śmiercią księdza i dziedzica w podziemnej jaskini, gdzie jakoby miałoby się znajdować wejście do piekła.
Film porównywany był do Siódmej pieczęci (1957) Ingmara Bergmana.

## Obsada
- Vítězslav Vejražka – młynarz Spálený
- Miroslav Macháček – Probus
- Vít Olmer – Jan
- Čestmír Řanda – regent
- Karla Chadimová – Martina
- Vlastimil Hašek – gajowy Filip[4]

## Produkcja
Zdjęcia kręcono w następujących lokacjach: praska dzielnica Žvahov; Skalní mlýn w mieście Blansko (kraj południowomorawski), okolice miasta Beroun (kraj środkowoczeski).